# Elizabeth Anscombe
Gertrude Elizabeth Margaret Anscombe (Limerick, Irlanda; 18 de marzo de 1919-Cambridge, Reino Unido; 5 de enero de 2001), citada a menudo como G.E.M. Anscombe o Elizabeth Anscombe, fue una filósofa y teóloga británica.  
Fue discípula directa de Ludwig Wittgenstein, estudió en la Universidad de Oxford y ocupó la cátedra de filosofía de Cambridge entre 1970 y 1986, año de su jubilación. Es autora, entre otras publicaciones, de Intention (1957) y Collected Philosophical Papers (3 volúmenes 1981).

## Biografía
Anscombe era hija de Gertrude Elizabeth (de soltera Thomas) y del capitán Allen Wells Anscombe. Nació el 18 de marzo de 1919, en Limerick, Irlanda, donde su padre estaba destinado en los Royal Welch Fusiliers durante la Guerra de la Independencia de Irlanda. Tanto su padre como su madre se involucraron en su educación.  Su madre fue directora de escuela y su padre pasó a dirigir el departamento de ciencias e ingeniería de la universidad de Dulwich College.
Elizabeth Anscombe estudió en el St. Hugh's College de la Universidad de Oxford desde 1937, graduándose en 1941.
En su primer año de universidad se convirtió al catolicismo.
Elizabeth Anscombe estuvo casada con Peter Geach, que como ella se había convertido al catolicismo, fue discípulo de Wittgenstein, además de un reconocido profesor de Filosofía y Lógica. Ambos tuvieron siete hijos, tres varones y cuatro mujeres. Solo una de las hijas, Mary, se dedica profesionalmente a la filosofía.
Tras graduarse en Oxford, consiguió una beca para estudios de posgrado en el Newnham College de Cambridge, de 1942 a 1945. Su objetivo era seguir las clases de Wittgenstein, que llamó su atención tras la lectura del Tractatus Logico-philosophicus cuando todavía estudiaba el grado. Decía que la idea de estudiar a Wittgenstein la inundó tan pronto como abrió el libro y leyó la sección 5.53, "la identidad del objeto la expreso mediante la identidad del signo, y no utilizando su signo para la identidad.  La diferencia de objetos la expreso mediante la diferencia de signos."  Se convirtió en una seguidora entusiasta, que sentía que el método terapéutico de Wittgenstein le ayudaba a liberarse de sus dificultades filosóficas de una manera que la formación filosófica sistemática tradicional no podía.
Al acabar su beca en Cambridge, le otorgaron otra beca de investigación en el Sommerville College, Oxford, aunque durante el año académico 1946/47 ella siguió yendo a Cambridge una vez por semana a los seminarios de Wittgenstein sobre filosofía de la religión. Anscombe se convirtió en una de las estudiantes favoritas de Wittgenstein, y una de sus mejores amigas. Wittgenstein se refería a ella cariñosamente como "viejo amigo" ("old man") - siendo ella "una excepción a su general aversión por las mujeres académicas". Su confianza en como Anscombe entendía su punto de vista queda demostrado por su designación como traductora de sus Investigaciones Filosóficas (para lo cual él se aseguró de que ella pasara una temporada en Viena para mejorar su alemán).
Anscombe visitó a Wittgenstein varias veces tras abandonar Cambridge en 1947, y volvió en abril de 1951 para visitarle en su lecho de muerte. Wittgenstein la nombró, junto a Rush Rhees y a G. H. von Wright una de los albaceas de su legado filosófico, de manera que ella es responsable de la edición y publicación póstuma de muchas de las notas y manuscritos del filósofo.
Anscombe no rehuyó la controversia.  Mientras estudiaba en 1939, criticó públicamente la entrada de Gran Bretaña en la Segunda Guerra Mundial. Y en 1956, mientras trabajaba como investigadora, protestó sin éxito por la concesión de un reconocimiento a Harry S. Truman, al que denunció como asesino de masas por su uso de las bombas atómicas en Hiroshima y Nagasaki. Anscombe dio a conocer su postura en un panfleto (en ocasiones fechado erróneamente) que imprimió ella misma poco después de que se aprobara el reconocimiento a Truman.  En dicho panfleto, decía que ella debería tener miedo de acercarse a la ceremonia de concesión del título, "por si en ese momento la paciencia de Dios se acababa repentinamente".
Junto con sus amigas Irish Murdoch, Mary Midgley y Philippa Foot, impulsaron una renovada escuela de pensamiento sobre la filosofía moral.
De esta forma, de opuso al imperativo categórico de Kant, estableciendo que la verdad no es universalizable, ya que es imposible que un grupo humano pueda acordar decir únicamente la verdad. Para dilucidar este dilema, Anscombe creó un método para reconocer cuando es válido mentir, basado en las características positivas de nuestro receptor.
También generó controversia con algunas de sus colegas por defender la oposición de la Iglesia Católica a la anticoncepción. Llegó a ser arrestada por protestar en el exterior de una clínica en la que se practicaban abortos tras la legalización en el Reino Unido.
En 1970 se le concedió la cátedra de filosofía en la Universidad de Cambridge, donde estuvo hasta su jubilación en 1986.  Fue nombrada miembro de la Academia Británica en 1967 y miembro honorario de la Academia Americana de las Artes y las Ciencias en 1979.
En 1989 recibió el doctorado honoris causa de la Universidad de Navarra, España.

### Debate con C.S. Lewis
Como joven filósofa, Anscombe adquirió reputación de formidable contrincante en los debates.  En 1948 presentó una ponencia en una reunión del Club Socrático de Oxford en la que rebatía el argumento de C. S. Lewis de que el naturalismo se refutaba a sí mismo (en el tercer capítulo de la publicación original de su libro Milagros). Algunos colaboradores de Lewis, principalmente George Sayer y Derek Brewer, señalan que Lewis perdió el debate que se celebró sobre su ponencia, y que dicha derrota fue tan humillante que abandonó la argumentación teológica y se dedicó a la escritura devocional y a la literatura infantil. Ni Walter Hooper ni la propia Anscombe recuerdan ese episodio de esta manera. En todo caso, lo que sí es cierto es que, como resultado del debate, Lewis reescribió de forma sustancial el capítulo 3 de Milagros para la edición que se publicó en 1960.

### Ética
Anscombe hizo grandes contribuciones tanto a la ética como a la metafísica.  Fue la que acuñó el término consecuencialismo, en su ensayo de 1958 La Filosofía Moral Moderna. El Anscombe Bioethics Centre de Oxford lleva su nombre, y se ocupa de la investigación de la conducta bioética en la tradición católica.
Como se argumenta en las nuevas monografías Metaphysical Animals y en The Women are Up to Something, las conversaciones éticas de Anscombe con Philippa Foot, Iris Murdoch y Mary Midgley se reconocen cada vez más como un importante desarrollo en la ética de Oxford de la posguerra, constituyendo una reacción contra el superficial idealismo moral kantiano, el prescriptivismo y el verificacionismo practicados por otros filósofos de Oxford de décadas anteriores como Prichard, R.M. Hare y A.J. Ayer.

## Obras

### Obras en inglés
- Intention (1957)
- An Introduction to Wittgenstein's Tractatus (1959)
- Three Philosophers (1961), con P. T. Geach, sobre Aristóteles, Santo Tomás de Aquino y Frege
- Causality and Determination (1971), ISBN 0-521-08304-4
- Times, Beginnings and Causes (1975), ISBN 0-19-725712-7
- The Collected Philosophical Papers of G. E. M. Anscombe (3 vols., 1981):
  1. From Parmenides to Wittgenstein, ISBN 0-631-12922-7
  2. Metaphysics and the Philosophy of Mind, ISBN 0-631-12932-4
  3. Ethics, Religion and Politics, ISBN 0-631-12942-1
- Human Life, Action and Ethics: Essays (2005), ISBN 1-84540-013-5
- La filosofía analítica y la espiritualidad del hombre (2005 ), EUNSA, ISBN 978-84-313-2245-8 [Artículos originalmente publicados en castellano, algunos de los cuales todavía no han sido aparecido en inglés)
- Faith in a Hard Ground. Essays on Religion, Philosophy and Ethics Archivado el 20 de noviembre de 2015 en Wayback Machine. (2008) ISBN 978-1-84540-121-4

### Obras traducidas al español
- Intención (1991 ), Ediciones Paidós Ibérica, S.A. ISBN 978-84-7509-680-3
- 'La filosofía moral moderna' (Modern Moral Philosophy) (2005) en La filosofía analítica y la espiritualidad del hombre (2005), EUNSA, ISBN 978-84-313-2245-8
- Sobre la transubstanciación, Revisiones 02 (revista de crítica cultural), 2006. ISSN 1699-0048